# Honda Indy 200 de 2009
Honda Indy 200 de 2009 foi a décima terceira corrida da temporada de 2009 da IndyCar Series. A corrida foi disputada no dia 9 de agosto no Mid-Ohio Sports Car Course, localizado na cidade de Lexington, Ohio. O vencedor foi o neozelandês Scott Dixon, da equipe Chip Ganassi Racing.

## Pilotos e Equipes
| Nº | Piloto                | Equipe                     | Chassis | Motor | Pneu |
| -- | --------------------- | -------------------------- | ------- | ----- | ---- |
| 2  | Raphael Matos (R)     | Luczo-Dragon Racing        | Dallara | Honda | F    |
| 3  | Hélio Castroneves     | Team Penske                | Dallara | Honda | F    |
| 4  | Dan Wheldon           | Panther Racing             | Dallara | Honda | F    |
| 5  | Paul Tracy            | KV Racing Technology       | Dallara | Honda | F    |
| 6  | Ryan Briscoe          | Team Penske                | Dallara | Honda | F    |
| 7  | Danica Patrick        | Andretti-Green Racing      | Dallara | Honda | F    |
| 9  | Scott Dixon           | Chip Ganassi Racing        | Dallara | Honda | F    |
| 10 | Dario Franchitti      | Chip Ganassi Racing        | Dallara | Honda | F    |
| 11 | Tony Kanaan           | Andretti-Green Racing      | Dallara | Honda | F    |
| 13 | E. J. Viso            | HVM Racing                 | Dallara | Honda | F    |
| 14 | Ryan Hunter-Reay      | A. J. Foyt Enterprises     | Dallara | Honda | F    |
| 18 | Justin Wilson         | Dale Coyne Racing          | Dallara | Honda | F    |
| 20 | Ed Carpenter          | Vision Racing              | Dallara | Honda | F    |
| 23 | Milka Duno            | Dreyer & Reinbold Racing   | Dallara | Honda | F    |
| 24 | Mike Conway (R)       | Dreyer & Reinbold Racing   | Dallara | Honda | F    |
| 26 | Marco Andretti        | Andretti-Green Racing      | Dallara | Honda | F    |
| 27 | Hideki Mutoh          | Andretti-Green Racing      | Dallara | Honda | F    |
| 33 | Robert Doornbos (R)   | HVM Racing                 | Dallara | Honda | F    |
| 98 | Richard Antinucci (R) | Team 3G                    | Dallara | Honda | F    |
| 02 | Graham Rahal          | Newman/Haas/Lanigan Racing | Dallara | Honda | F    |
| 06 | Oriol Servià          | Newman/Haas/Lanigan Racing | Dallara | Honda | F    |

- (R) - Rookie

## Resultados

### Treino classificatório
| Treino classificatório - 8 de agosto | Treino classificatório - 8 de agosto | Treino classificatório - 8 de agosto | Treino classificatório - 8 de agosto | Treino classificatório - 8 de agosto | Treino classificatório - 8 de agosto | Treino classificatório - 8 de agosto | Treino classificatório - 8 de agosto | Treino classificatório - 8 de agosto |
| Pos.                                 | Nº                                   | Piloto                               | Equipe                               | Q1                                   | Q1                                   | Q2                                   | Q3                                   |                                      |
| Pos.                                 | Nº                                   | Piloto                               | Equipe                               | Grupo 1                              | Grupo 2                              | Q2                                   | Q3                                   |                                      |
| ------------------------------------ | ------------------------------------ | ------------------------------------ | ------------------------------------ | ------------------------------------ | ------------------------------------ | ------------------------------------ | ------------------------------------ | ------------------------------------ |
| 1                                    | 6                                    | Ryan Briscoe                         | Team Penske                          |                                      | 1:08.0418                            | 1:06.9026                            | 1:06.6814                            |                                      |
| 2                                    | 18                                   | Justin Wilson                        | Dale Coyne Racing                    | 1:07.3953                            |                                      | 1:06.9026                            | 1:06.7007                            |                                      |
| 3                                    | 9                                    | Scott Dixon                          | Chip Ganassi Racing                  | 1:07.1251                            |                                      | 1:06.6693                            | 1:07.0238                            |                                      |
| 4                                    | 02                                   | Graham Rahal                         | Newman/Haas/Lanigan Racing           | 1:07.7821                            |                                      | 1:06.9603                            | 1:07.0640                            |                                      |
| 5                                    | 3                                    | Hélio Castroneves                    | Team Penske                          |                                      | 1:07.8964                            | 1:06.9700                            | 1:07.1809                            |                                      |
| 6                                    | 10                                   | Dario Franchitti                     | Chip Ganassi Racing                  | 1:07.4249                            |                                      | 1:06.9322                            | 1:07.1809                            |                                      |
| 7                                    | 14                                   | Ryan Hunter-Reay                     | A. J. Foyt Enterprises               | 1:08.1280                            |                                      | 1:07.2364                            |                                      |                                      |
| 8                                    | 3                                    | Tony Kanaan                          | Team Penske                          |                                      | 1:08.0980                            | 1:07.5083                            |                                      |                                      |
| 9                                    | 13                                   | E. J. Viso                           | HVM Racing                           |                                      | 1:08.3407                            | 1:07.5712                            |                                      |                                      |
| 10                                   | 5                                    | Paul Tracy                           | KV Racing Technology                 |                                      | 1:08.1136                            | 1:07.6129                            |                                      |                                      |
| 11                                   | 27                                   | Hideki Mutoh                         | Andretti-Green Racing                | 1:07.8703                            |                                      | 1:07.6699                            |                                      |                                      |
| 12                                   | 5                                    | Danica Patrick                       | KV Racing Technology                 |                                      | 1:08.0679                            | 1:07.7440                            |                                      |                                      |
| 13                                   | 26                                   | Marco Andretti                       | Andretti-Green Racing                | 1:08.1779                            |                                      |                                      |                                      |                                      |
| 14                                   | 06                                   | Oriol Servià                         | Newman/Haas/Lanigan Racing           |                                      | 1:08.4314                            |                                      |                                      |                                      |
| 15                                   | 2                                    | Raphael Matos (R)                    | Luczo-Dragon Racing                  | 1:08.2311                            |                                      |                                      |                                      |                                      |
| 16                                   | 24                                   | Mike Conway (R)                      | Dreyer & Reinbold Racing             |                                      | 1:08.5495                            |                                      |                                      |                                      |
| 17                                   | 4                                    | Dan Wheldon                          | Panther Racing                       | 1:08.8176                            |                                      |                                      |                                      |                                      |
| 18                                   | 33                                   | Robert Doornbos (R)                  | HVM Racing                           |                                      | 1:08.5734                            |                                      |                                      |                                      |
| 19                                   | 98                                   | Richard Antinucci                    | Team 3G                              | 1:08.8516                            |                                      |                                      |                                      |                                      |
| 20                                   | 23                                   | Milka Duno                           | Dreyer & Reinbold Racing             |                                      | 1:14.5371                            |                                      |                                      |                                      |
| 21                                   | 20                                   | Ed Carpenter                         | Vision Racing                        | 1:09.7141                            |                                      |                                      |                                      |                                      |
| Relatório                            |                                      |                                      |                                      |                                      |                                      |                                      |                                      |                                      |

- (R) - Rookie

### Corrida
| Corrida - 9 de agosto | Corrida - 9 de agosto | Corrida - 9 de agosto | Corrida - 9 de agosto      | Corrida - 9 de agosto | Corrida - 9 de agosto | Corrida - 9 de agosto | Corrida - 9 de agosto | Corrida - 9 de agosto |
| Pos                   | Nº                    | Piloto                | Equipe                     | Voltas                | Tempo                 | Largada               | Voltas na Liderança   | Pontos                |
| --------------------- | --------------------- | --------------------- | -------------------------- | --------------------- | --------------------- | --------------------- | --------------------- | --------------------- |
| 1                     | 9                     | Scott Dixon           | Chip Ganassi Racing        | 85                    | 1:46:05.7985          | 3                     | 51                    | 52                    |
| 2                     | 6                     | Ryan Briscoe          | Team Penske                | 85                    | +29.7803              | 1                     | 6                     | 41                    |
| 3                     | 10                    | Dario Franchitti      | Chip Ganassi Racing        | 85                    | +30.0551              | 6                     | 0                     | 35                    |
| 4                     | 14                    | Ryan Hunter-Reay      | A. J. Foyt Enterprises     | 85                    | +33.7307              | 7                     | 0                     | 32                    |
| 5                     | 27                    | Hideki Mutoh          | Andretti-Green Racing      | 85                    | +34.1839              | 11                    | 0                     | 30                    |
| 6                     | 26                    | Marco Andretti        | Andretti-Green Racing      | 85                    | +46.7669              | 13                    | 0                     | 28                    |
| 7                     | 5                     | Paul Tracy            | KV Racing Technology       | 85                    | +49.7020              | 10                    | 0                     | 26                    |
| 8                     | 02                    | Graham Rahal          | Newman/Haas/Lanigan Racing | 85                    | +50.4517              | 4                     | 0                     | 24                    |
| 9                     | 2                     | Raphael Matos (R)     | Luczo-Dragon Racing        | 85                    | +51.2286              | 15                    | 0                     | 22                    |
| 10                    | 11                    | Tony Kanaan           | Andretti-Green Racing      | 85                    | +52.0810              | 8                     | 0                     | 20                    |
| 11                    | 06                    | Oriol Servià          | Newman/Haas/Lanigan Racing | 85                    | +52.6215              | 14                    | 0                     | 19                    |
| 12                    | 3                     | Hélio Castroneves     | Team Penske                | 85                    | +53.2362              | 5                     | 0                     | 18                    |
| 13                    | 18                    | Justin Wilson         | Dale Coyne Racing          | 85                    | +53.5768              | 2                     | 28                    | 17                    |
| 14                    | 33                    | Robert Doornbos (R)   | HVM Racing                 | 85                    | +1:10.0812            | 18                    | 0                     | 16                    |
| 15                    | 13                    | E. J. Viso            | HVM Racing                 | 84                    | +1 volta              | 9                     | 0                     | 15                    |
| 16                    | 4                     | Dan Wheldon           | Panther Racing             | 84                    | +1 volta              | 17                    | 0                     | 14                    |
| 17                    | 20                    | Ed Carpenter          | Vision Racing              | 84                    | +1 volta              | 21                    | 0                     | 13                    |
| 18                    | 98                    | Richard Antinucci (R) | Team 3G                    | 83                    | +2 voltas             | 19                    | 0                     | 12                    |
| 19                    | 7                     | Danica Patrick        | Andretti-Green Racing      | 83                    | +2 voltas             | 12                    | 0                     | 12                    |
| 20                    | 24                    | Mike Conway (R)       | Dreyer & Reinbold Racing   | 69                    | Mecânico              | 16                    | 0                     | 12                    |
| 21                    | 23                    | Milka Duno            | Dreyer & Reinbold Racing   | 56                    | Mecânico              | 20                    | 0                     | 12                    |
| Relatório             |                       |                       |                            |                       |                       |                       |                       |                       |

- (R) - Rookie